# Australische dollar

Koers AUD - EUR

De dollar is de munteenheid van Australië. Eén dollar is honderd cent. Deze munteenheid wordt tevens gebruikt door de landen Kiribati, Nauru en Tuvalu en de Australische externe territoria Christmaseiland, Cocoseilanden en Norfolk. 
De volgende munten worden gebruikt: 5, 10, 20, 50 cent en 1 en 2 dollar. Het papiergeld is beschikbaar in biljetten van 5, 10, 20, 50 en 100 dollar.

## Geschiedenis
In 1910 werd het Australische pond ingevoerd om het Britse pond te vervangen. Evenals het Britse pond was het verdeeld in 20 shillings en 240 pence. Op zijn beurt werd het Australische pond in 1966 vervangen door de Australische dollar, toen ook het decimale systeem werd ingevoerd. Een Australische dollar werd gelijk de helft van een pond, dus 10 shillings.
Papoea-Nieuw-Guinea gebruikte tot 1975 de Australische dollar en de Salomon-eilanden tot 1977.
Tussen 1992 en 1996 werden de biljetten van het gebruikelijke katoenvezels vervangen door biljetten van polypropyleen en daarmee was Australië het eerste land dat bankbiljetten van kunststof invoerde.

## Biljetten
| Waarde | Voorzijde             | Achterzijde      | Afmeting (mm) | Kleur | Doorzichtige venster   | Reliëf                  | In gebruik sinds |
| ------ | --------------------- | ---------------- | ------------- | ----- | ---------------------- | ----------------------- | ---------------- |
| $5     | Koningin Elizabeth II | Parlementsgebouw | 130 x 65      |       | Van boven naar beneden | Ster van het Gemenebest | September 2016   |
| $10    | Banjo Paterson        | Mary Gilmore     | 137 x 65      |       | Van boven naar beneden | Punt van een vulpen     | September 2017   |
| $20    | Mary Reibey           | John Flynn       | 144 x 65      |       | Van boven naar beneden | Kompas                  | Oktober 2019     |
| $50    | David Unaipon         | Edith Cowan      | 151 x 65      |       | Van boven naar beneden | Boek                    | Oktober 2018     |
| $100   | Nellie Melba          | John Monash      | 158 x 65      |       | Van boven naar beneden | Waaier                  | Oktober 2020     |